# Abarbarea
Abarbareê (grek. Αβαρβαρεη) var en najadnymf av floden Aisepos i den grekiska mytologin. Hennes latinska namn var Abarbarea. Hon var dotter till floden (eller flodguden) Aisepos, som ibland blandas ihop med hennes son eftersom de har samma namn.
Hon fick tillsammans med den Trojanske prinsen Boukolion tillingsönerna Aisepos och Paidasos.